# Patria Rastra
Patria Rastra (26 november 1989) is een Indonesisch wielrenner.

## Carrière
In oktober 2010 won Rastra, samen met zijn ploeggenoten, de openingsploegentijdrit in de Ronde van Indonesië. Later won hij ook de zevende etappe door de sprint van een grote groep te winnen, voor Martin Müller en Fatahillah Abdullah. In 2014 won Rastra een etappe in de Ronde van de Filipijnen en in de Ronde van Ijen. Daarnaast schreef hij in die tweede wedstrijd ook het puntenklassement op zijn naam.

## Overwinningen
2010
1e (ploegentijdrit) en 7e etappe Ronde van Indonesië
2014
3e etappe Ronde van de Filipijnen
2e etappe Ronde van Ijen
Puntenklassement Ronde van Ijen

## Ploegen
- 2010 –  Polygon Sweet Nice Team
- 2014 –  Pegasus Continental Cycling Team
- 2015 –  Pegasus Continental Cycling Team
- 2016 –  Pegasus Continental Cycling Team (tot 31-3)

Iswana · Lesmana · Matnur · Novardianto · Rastra · B. Suryadi · D. Suryadi · Susanto